# 西表島温泉
西表島温泉（いりおもてじまおんせん）は、かつて西表島北東部の沖縄県八重山郡竹富町高那にあった温泉である。西表温泉と呼ばれることもあった。

## 概要
日本最西端かつ最南端の温泉で、リゾートホテル西表島ジャングルホテルパイヌマヤが運営していた。源泉の減少のため、2012年10月31日に閉鎖された。なお、温泉の閉鎖後も、ホテル及びレストランは営業している。
2017年11月に、西表島南東部のラ・ティーダ西表リゾート内の施設として西表島温泉「カンパネルラの湯」が開業したが、本項における西表島温泉とは別の源泉となっている。

## 泉質
- ナトリウム-カルシウム-硫酸塩泉[3]（低張性中性温泉）
- 源泉温度は32℃で、加温していた[3]。

## 温泉施設
浴槽（室内・露天）のすぐ脇まで亜熱帯植物が植生する、野趣あふれる温泉であった。露天風呂は混浴で、水着着用。日帰り入浴の利用も可能であった。

## アクセス
- 車 - 船浦港（上原港）から15分、大原港から25分[1]。
- バス - 西表島交通「西表島温泉」停留所下車[11]（現在は停留所廃止）。